# Escalquens
 Escalquens  es una población y comuna francesa, en la región de Mediodía-Pirineos, departamento de Alto Garona, en el distrito de Toulouse y cantón de Montgiscard.

## Demografía
| 320 | 383 | 400 | 461 | 536 | 489 | 513 | 537 | 524 | 479 | 453 | 416 | 388 | 427 | 397 | 381 | 384 | 350 | 357 | 374 | 346 | 351 | 348 | 345 | 374 | 388 | 453 | 896 | 2 051 | 2 884 | 4 323 | 5 477 |
| Para los censos de 1962 a 1999 la población legal corresponde a la población sin duplicidades (Fuente: INSEE [Consultar]) |     |     |     |     |     |     |     |     |     |     |     |     |     |     |     |     |     |     |     |     |     |     |     |     |     |     |     |       |       |       |       |

## Hermanamientos
- Torres de Berrellén, España
- Torres de la Alameda, España

## Monumentos

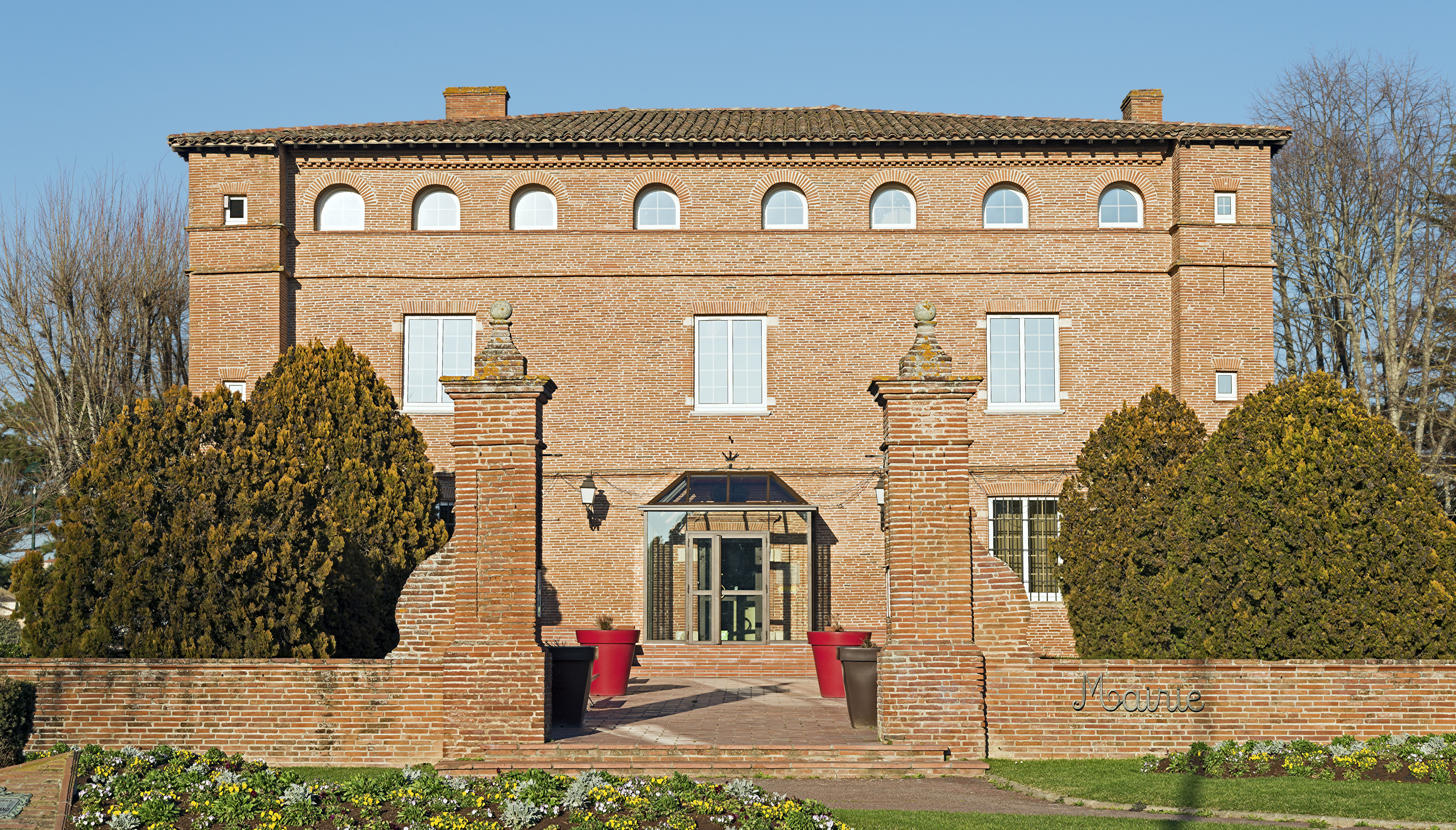
El Ayuntamiento.
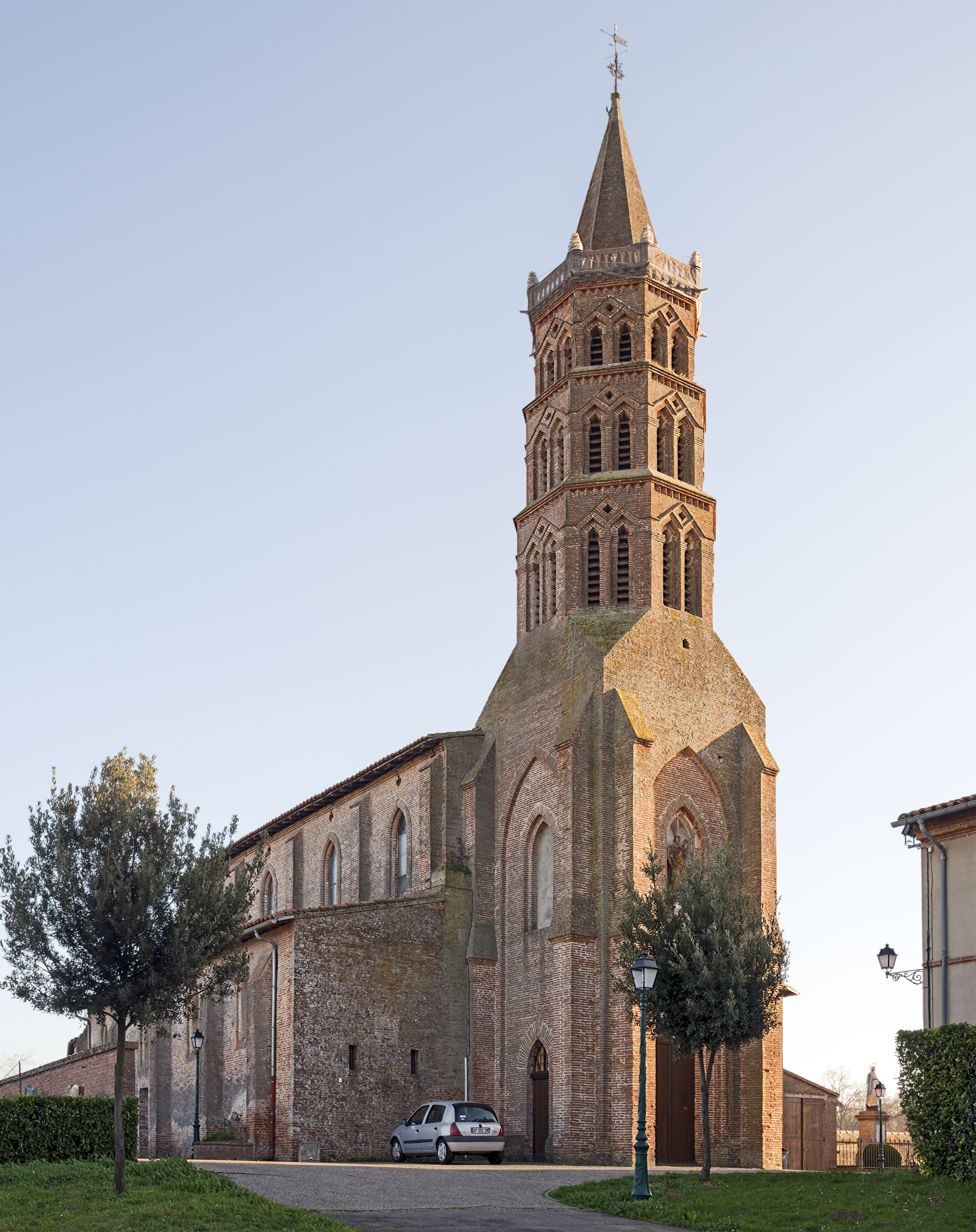
La iglesia San Martín.
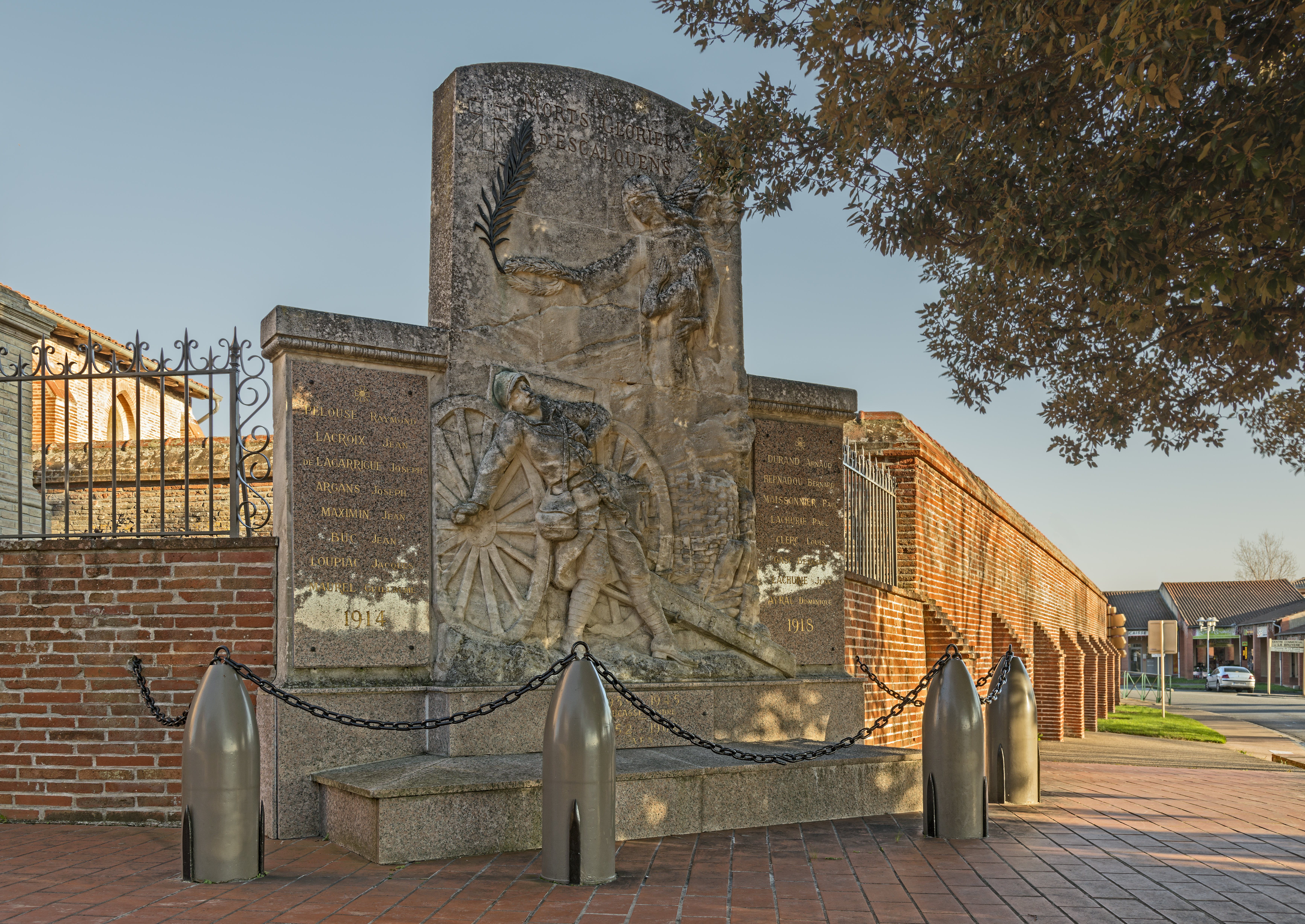
El monumento a los caídos.